# Burdinne
Burdinne (en wallon Beurdene) est une commune francophone de Belgique située en Région wallonne dans la province de Liège, ainsi qu'une localité où siège son administration.
Le village se trouve le long de la Burdinale, un affluent de la Mehaigne.

## Géographie

### Sections de commune
La commune regroupe les anciennes communes suivantes:
| # | Nom       | Superf. (km²) | Habitants (2020) | Habitants par km² | Code INS |
| - | --------- | ------------- | ---------------- | ----------------- | -------- |
| 1 | Burdinne  | 8,64          | 823              | 95                | 61010A   |
| 2 | Hannêche  | 4,68          | 491              | 105               | 61010B   |
| 3 | Lamontzée | 3,97          | 274              | 69                | 61010C   |
| 4 | Oteppe    | 6,96          | 801              | 115               | 61010D   |
| 5 | Marneffe  | 8,36          | 908              | 109               | 61010E   |

### Communes limitrophes
| Wasseiges  | Hannut   | Braives |
| Fernelmont | Burdinne | Braives |
|            | Héron    | Wanze   |

## Démographie

### Démographie: Avant la fusion des communes
- Source: DGS recensements population

### Démographie: Commune fusionnée
En tenant compte des anciennes communes entraînées dans la fusion de communes de 1977, on peut dresser l'évolution suivante :
Les chiffres des années 1831 à 1970 tiennent compte des chiffres des anciennes communes fusionnées.
- Source: DGS , de 1831 à 1981=recensements population; à partir de 1990 = nombre d'habitants chaque 1 janvier[1]

## Héraldique
|  | La commune possède des armoiries dont la date d'octroi n'a pas été trouvée. Ce sont celles de la famille Auvin qui dirigea le village pendant 6 générations jusqu'en 1784. Blasonnement : Écartelé, aux 1. et 4. d'argent à la fasce de gueules entre deux burèles du même, aux 2. et 3. d'argent au chef émanché de gueules de trois pièces. Source du blasonnement : Heraldy of the World. |

## Politique et administration

### Conseil et collège communal 2024-2030
Ci-dessous, le tableau des résultats des élections communales de 2024.
| Parti | Parti             | Voix (2024) | Voix (2018) | % (2024) | % (2018) | +/-     | Sièges  | +/-  | Collège |
| ----- | ----------------- | ----------- | ----------- | -------- | -------- | ------- | ------- | ---- | ------- |
|       | Participe Présent | 674         | 412         | 30,32%   | 18,64%   | 11.68 % | 3 / 13  | 1.0  | Non     |
|       | Liste du Maïeur   | 1.549       | -           | 69,68%   | -        | 0.0 %   | 10 / 13 | 10.0 | Oui     |
|       | UPB               | -           | 1.555       | -        | 70,36%   | 0.0 %   | - / 13  | 11.0 | Non     |
|       | ENSEMBLE          | -           | 243         | -        | 11,00%   | 0.0 %   | - / 13  | 0.0  | Non     |
| Total | Total             | 2 223       | 2 210       | 100 %    | 100 %    |         | 13      |      |         |

| Collège communal  |                    |                               |
| ----------------- | ------------------ | ----------------------------- |
| Bourgmestre       | Frédéric Bertrand  | MR - Liste du Maïeur          |
| 1er Échevine      | Camille Delatte    | Liste du Maïeur               |
| 2e Échevine       | Evelyne Lambie     | MR - Liste du Maïeur          |
| 3e Échevine       | Christine Bouche   | Les Engagés - Liste du Maïeur |
| Président du CPAS | Alexandre Giroulle | Liste du Maïeur               |

## Galerie

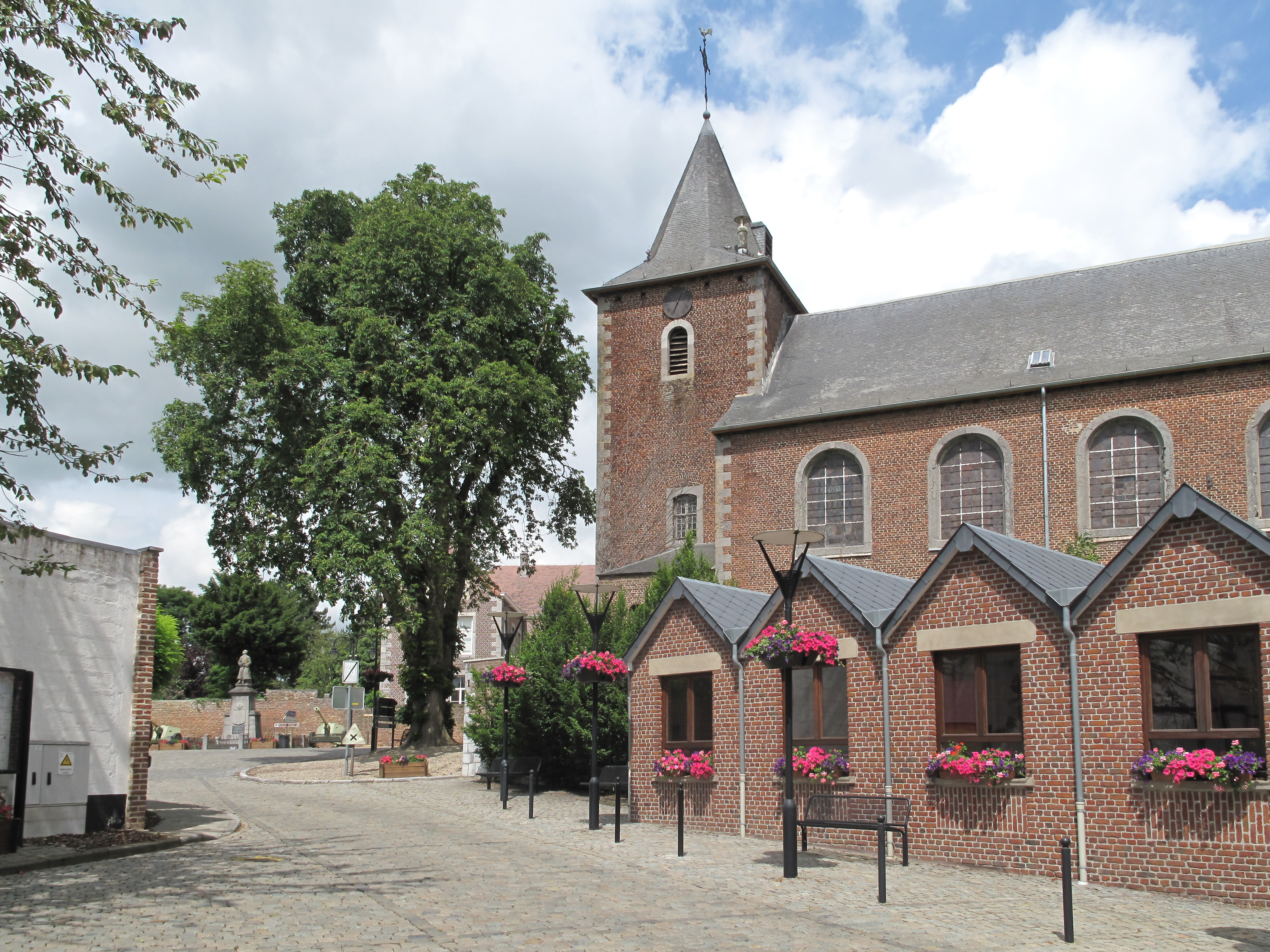
Le chœur de l'église de la Nativité de la Sainte-Vierge.
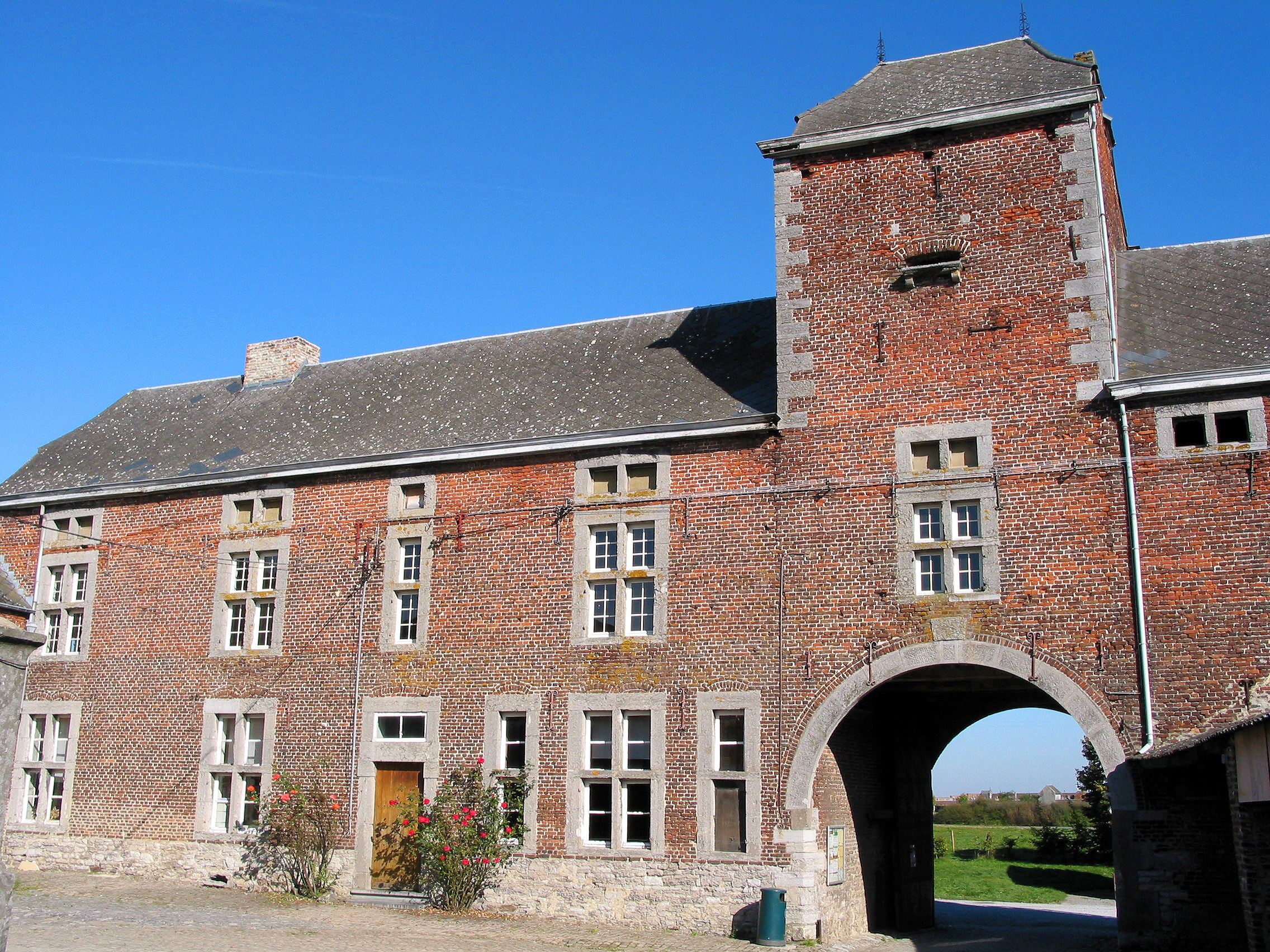
La ferme-château (XVIe – XVIIIe siècle) dite Ferme de la Grosse Tour.

## Personnalités
- Pierre Eloy (1766-1855), homme politique belge.
- Félix Scalais (1904-1967), premier archevêque de Léopoldville (aujourd'hui Kinshasa), est né à Burdinne.